# Buzz Mag
Buzz Mag (The Latest Buzz) est une série télévisée canadienne en 65 épisodes de 23 minutes créée par Brent Piaskoski et diffusée entre le 10 mars 2008 et le 19 avril 2010 sur Family. Elle a d'abord été diffusée à partir du 1er septembre 2007 sur Disney Channel (Inde).
Au Québec, la série est diffusée depuis le 31 mai 2008 sur VRAK.TV, et en France à partir du 14 décembre 2008 sur Disney Channel France.

## Synopsis
La direction du magazine Buzz Mag décide de recruter des jeunes de 12 à 16 ans comme chroniqueurs, afin de faire monter le tirage du magazine pour adolescents qui se vend mal. Ils ont tous leur spécialité : Rebecca rédige la chronique de psychologie, Wilder celle des jeux vidéo, Michael parle des célébrités, Noah de musique, alors que la chère Amanda, chroniqueuse de mode… est la fille du propriétaire du magazine ! Avec de telles personnalités, la salle de rédaction de Buzz Mag ne manque pas de vie et les conflits y sont nombreux ! En plus, il y a la rédactrice en chef ambitieuse et les camarades de classe que les nouveaux chroniqueurs du magazine doivent fréquenter à l'école.

## Distribution
- Zoë Belkin (VF : Audrey Sablé ; VQ : Kim Jalabert) : Rebecca Harper
- Munro Chambers (VF : Alexandre Nguyen ; VQ : Hugolin Chevrette-Landesque) : Wilder
- Demetrius Joyette (VF : Dimitri Rougeul ; VQ : Nicolas Charbonneaux-Collombet) : Michael Davies
- Justin Kelly (VF : Fabrice Trojani ; VQ : Alexandre Fortin) : Noah Jackson
- Vanessa Morgan (VF : Marie Millet-Giraudon ; VQ : Annie Girard) : Amanda Pierce
- Jeff Geddis (en) (VF : Philippe Siboulet ; VQ : Philippe Martin) : Andrew Shepherd
- Genelle Williams (VF : Anne Mathot ; VQ : Nadia Paradis) : DJ
- Julia Schneider (VF : Cathy Cerda ; VQ : Bianca Gervais) : Trinity Slade
- Ashley Leggat (VF : Edwige Lemoine ; VQ : Catherine Bonneau) : elle-même
- Michael D'Ascenzo (VF : Vincent de Boüard ; VQ : Sébastien Reding) : lui-même

- Version française
  - Studio de doublage : SOFI
  - Direction artistique : Gérard Surugue
  - Adaptation : Vincent Szczepanski

 Source et légende : version française (VF) sur RS Doublage
 Source et légende : version québécoise (VQ) sur Doublage.qc.ca,

## Épisodes

### Première saison (2007)
1. Premier numéro (The First Issue)
2. Satané perroquet (The Parrot Issue)
3. Comment se faire des amis (The Competition Issue)
4. Comment tirer la couverture (The Cover Boy Issue)
5. Le Blouson de la discorde (The Obsession Issue)
6. Ex-fan et nouveau look (The Extreme Issue)
7. C’est le pompon ! (The Cheerleader Issue)
8. Le Bal de l’année (The School Dance Issue)
9. Un scoop d’enfer (The Infamous Issue)
10. Une star en direct (The Live Issue)
11. Bug au Buzz (The Deadline Issue)
12. Que ça reste entre nous (The Take Charge Issue)
13. Tenue de soirée (The Gala Issue)

### Deuxième saison (2008-2009)
1. Histoire de rancard (The Dating Issue)
2. Ah les parents ! (The Parents Issue)
3. Un fan pour DJ (The Sneaky Issue)
4. Votez Rebecca (The Power Tripping Issue)
5. Titre français inconnu (The Halloween Issue)
6. Gare au gorille ! (The Showdown Issue)
7. Ma meilleure ennemi (The Peer Pressure Issue)
8. Le Défilé de mode (The Fake Out Issue)
9. Les Armes de la séduction (The It Girl Issue)
10. Titre français inconnu (The Rock Out Issue)
11. Titre français inconnu (The Face the Music Issue)
12. Titre français inconnu (The Happy Holidays Issue)
13. Titre français inconnu (The Star Power Issue)
14. Titre français inconnu (The Second Chances Issue)
15. Titre français inconnu (The Wonderful Wizard of Buzz Issue)
16. Titre français inconnu (The First Impressions Issue)
17. Titre français inconnu (The Makeover Issue)
18. Titre français inconnu (The Breakup Issue)
19. Titre français inconnu (The Pet Peeves Issue)
20. Titre français inconnu (The Secrets Issue)
21. Titre français inconnu (The Shape Up Issue)
22. Titre français inconnu (The Super Crush Issue)
23. Titre français inconnu (The Boy Trouble Issue)
24. Titre français inconnu (The Kiss Off Issue)
25. Titre français inconnu (The Boys vs. Girls Issue)
26. Titre français inconnu (The Summer Bash Issue)

### Troisième saison (2009-2010)
1. The Back to School Issue
2. The Hot or Not Issue
3. The Love Me, Love Me Not Issue
4. The Weekend Issue
5. The Just Friends Issue
6. The Love Triangle Issue
7. The Date Night Issue
8. The Double Trouble Issue
9. The Bollywood Issue (The Jai Ho Issue)
10. The Bully Issue
11. The Truth Hurts Issue
12. The Career Day Issue
13. The Into the Future Issue
14. The Buzz Club Issue
15. The Extreme Shakespeare Issue
16. The Mum's the Word Issue
17. The Third Wheel Issue
18. The Plan B Issue
19. The Comeback Issue
20. The Issue Issue
21. The Switcheroo Issue
22. The Live from Teen Buzz Issue
23. The Hip Hop Issue
24. The You're Toast Issue
25. The Meet the Wilders Issue
26. The Final Issue

## Personnages

### Rebecca Harper
Rebecca Harper s'occupe de la chronique de psychologie. Elle est la meilleure amie de Michael Davies, et aime secrètement Noah Jackson. Elle a tendance à tout prendre au sérieux, ce qui ne l'empêche pas de lâcher son fou parfois. Elle est toujours là pour ses amis et adore sa mémé.

### Noah Jackson
Noah Jackson fait la rédaction pour le côté musique du journal, il adore la musique et ses amis mais déteste le côté stupide de lui-même. Rebecca Harper est la fille qui fait vibre son cœur. Il adore faire des farces et Pizza Patrouille est son émission télévisée favorite.

### Amanda Pierce
Amanda Pierce travaille sur le volet mode du Buzz. Si elle fait partie des chroniqueurs du magazine, c'est en partie grâce à son père nt donné qu'elle est la fille du propriétaire du Buzz et du Blurb. Riche et vantarde, elle adore la mode et se concentre un peu trop sur elle-même. Amanda est quand même là pour ses amis du Buzz, et a le béguin pour Wilder.

### Michael Davies
Pour les articles homonymes, voir Michael Davies et Davies.
La chronique de Michael Davies est la chronique People (sur les vedettes). Son idole est ni plus ni moins que Kelly Clarkson. Il ne voudrait jamais perdre Rebecca Harper comme amie. Il n'est pas un fan de Pizza Patrouille, mais fera gagner son équipe au concours sur cette série, qu'il trouve ridicule. Il a le béguin pour Amanda Pierce.

### Wilder
Wilder adore les jeux vidéo, c'est pourquoi il s'occupe de cette chronique. Il aime faire aussi du skateboard. Lui et Noah sont les plus grands fans de Pizza Patrouille. L'honneur de sa famille ne repose que sur la balle aux prisonniers (ballon-chasseur au Québec). Il est le gaffeur du Buzz, mais finit toujours par se relever. Wilder a l'air ridicule, mais est très attachant. Il est le meilleur ami de Michael et craque aussi en cachette sur Amanda Pierce.